# 동양극장

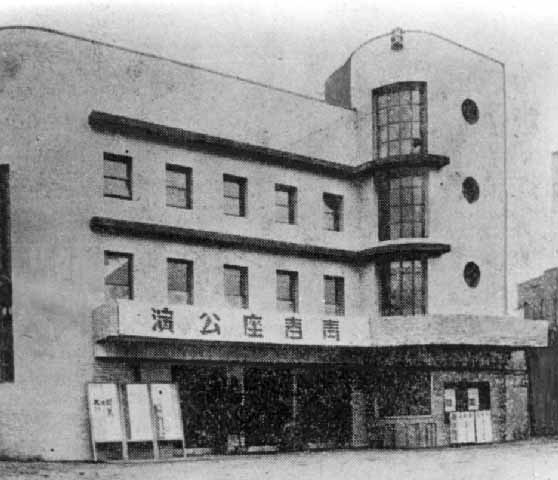
1940년대 동양극장의 모습.

동양극장(東洋劇場)은 일제강점기에 경성부에 설립된 한국 최초의 연극 전용극장이다. 1930년대와 1940년대 일제 강점기에 한국 대중극의 중심지였다.

## 역사

### 배경
일제강점기에는 일본인 자본가들이 전국의 대도시를 중심으로 극장을 연이어 개장하였다. 이후 영화가 인기를 끌자 일본인 소유의 극장들은 신파극 공연에서 영화 위주의 상영으로 옮겨가기 시작했다. 이로 인해 한국인 연극인들은 공연을 위해 극장 대여에 큰 어려움을 겪었고, 일본인 흥행업자에게 착취와 박대를 함께 당하는 지경에 이르렀다. 한국인 소유의 극장들도 영화 상영 위주로 운영되었던 시절이었다.
1930년대에 접어들면서 대중은 연극을 통해 시대에 눈을 뜨기 시작했고, 감상의 척도도 함께 높아져가기 시작했다. 그러나 영화 상영 위주의 극장들이 대다수라는 환경적 문제가 아직 남아 있었고, 일본인들이 경영하는 극장은 '수지가 안 맞는다'는 이유로 한국인 극단에게 비협조적이었기에 한국 극단이 발전하기란 쉽지 않았다.

### 창설과 활동
1935년 11월 배구자와 홍순언 부부가 연극 전용 극장인 동양극장을 설립하였다. 배구자는 어릴 때부터 일본에서 춤과 노래를 익힌 예술인이었고 남편 홍순언은 평양 출신의 재력가였다. 두 사람은 배구자 무용단을 조직해 순회공연으로 성공하면서 흥행업에 눈을 뜬 뒤, 20여만원에 달하는 거액을 투자하여 서울 서대문구 충정로에 최신식 극장을 세웠다.
동양극장은 연극인인 최독견이 지배인을, 박진이 부책임자를 맡아 실무를 전담하였고, 산하에 문예부를 두고 전속 작가들과 계약하여 유명한 작가를 많이 배출했다. 최독견을 필두로 이서구, 송영, 임선규, 김건, 박영호, 김태진, 이운방은 모두 동양극장 전속 작가였다. 일본 유학파로 극예술연구회 창립회원인 연출가 홍해성을 비롯해 박진, 안종화, 한노단, 이서향 등이 포진한 연출가들도 역량이 뛰어났다. 안영일, 나웅은 객원 연출가로 참여했다. 이들은 많은 흥행작을 무대에 올려 동양극장의 전성시대를 이끌었다.

### 해체
동양극장은 홍순언 사망 이후 지배인 최독견에게 경영권이 넘어갔다가 1939년에 최독견이 부도를 내면서 몰락하게 되었다. 청춘좌의 황철, 차홍녀 등 인기 배우들이 이탈하여 예전과 같은 명성은 찾아볼 수 없게 된 것이다. 동양극장 건물은 대한민국 정부 수립 후에 영화관으로 사용되다가 1976년에 폐관되었으며, 이후 현대그룹이 인수해 교육장으로 사용하다가 1990년에 완전 철거되었다. 현재는 문화일보 사옥이 들어서 있으며, 충정로의 동양극장 자리에는 표지석이 남아 있다.

## 특징

### 시설
동양극장은 회전 무대로 꾸며져 있으며 한국 최초로 음향효과를 위한 허리전트 (horizont, 허공에 설치하는 장막)을 갖춰놓기도 했다. 1인용 접이식 의자를 배치하였으며 무대 밑에서는 스팀 효과를 낼 수 있었다. 연극 시작 시에는 징을 쳐서 알렸다. 이 당시로서는 최신식 극장이었기에, 시골에서 구경하기 위해 올라온 사람 중에서는 현관에 들어서자 반짝거리는 바닥 타일을 보고서 신발을 벗어들고 입장했다는 해프닝도 남아 있다.

### 전속극단
극장 내 전속극단으로 청춘좌도 결성되었다. 서월영, 박제행, 심영, 황철, 차홍녀, 김선영, 한은진 등 인기 배우들이 속해 있었다. 이후 사극 전담의 동극좌, 희극 전담의 희극좌가 통합하여 호화선을 조직하고 주로 지방 순회공연을 다녔다. 호화선 배우로는 서일성, 양백명, 유계선, 박영신, 문정복, 이정순 등이 있었다.
청춘좌와 호화선이라는 양대 전속극단을 통해 당대 최고의 흥행 배우들을 보유한 동양극장은 한국 전역에 연극을 대중화시키며 선풍적인 인기를 끌었다. 식민지 현실이라는 시대 상황에 따라 눈물을 자아내는 슬픈 내용의 멜로드라마가 주로 사랑을 받았다. 《검사와 여선생》이나 《사랑에 속고 돈에 울고》, 《어머니의 힘》와 같은 신파극, 《단종애사》와 같은 사극이 대표적이다. 일본에서 전문적인 연극 수업을 받은 연출가들은 1910년대부터 한국에 유입된 전통적인 신파극과는 달리 고급화된 연기를 선보였다.
청춘좌 이외에도 사극을 전문으로 하는 동극좌, 희극을 전문으로 하는 희극좌도 조직하여, 이들이 번갈아가면서 공연하였기에 연중 무휴로 운영되었다.

## 같이 보기
- 청춘좌

## 참고자료
- “동양극장”. 예술로. 2008년 5월 11일에 확인함.[깨진 링크(과거 내용 찾기)]